# Oficina del Enviado Especial del Director General de la Organización Internacional para las Migraciones para la Respuesta Regional a la Situación de Venezuela
La Oficina del Enviado Especial del Director General de la Organización Internacional para las Migraciones (OIM) para la Respuesta Regional a la Situación de Venezuela (en inglés, Office of the Special Envoy, abreviado OSE) está ubicada en la Ciudad de Panamá.

## Historia
Tras la solicitud del Secretario General de la ONU a la OIM y al ACNUR de codirigir la respuesta regional interinstitucional, en 2019 se estableció la Oficina del Enviado Especial del director general para la Respuesta Regional a la Situación de Venezuela (OSE) para coordinar la asistencia de la OIM para los refugiados y migrantes de Venezuela. Ese mismo año, el Dr. Eduardo Stein fue nombrado por el director general de la OIM y el Alto Comisionado del ACNUR como Representante Especial Conjunto ACNUR-OIM (JSR por su sigla en inglés) para los refugiados y migrantes de Venezuela. 

## Cobertura Geográfica
La cobertura geográfica de la OSE incluye los 17 países siguientes:
- Argentina
- Aruba
- Bolivia
- Brasil
- Chile
- Colombia
- Costa Rica
- Curazao
- Ecuador
- Guyana
- México
- Panamá
- Paraguay
- Uruguay
- República Dominicana
- Trinidad y Tobago
- Uruguay

Para todas las actividades y estrategias vinculadas a la respuesta a los refugiados y migrantes de Venezuela, la OSE trabaja en estrecha coordinación y asociación con las oficinas de país de la OIM en la región de América Latrina y el Caribe, incluyendo el Centro Administrativo de Panamá (PAC) y las Oficinas Regionales para América del Sur en Buenos Aires, y para América Central y del Norte y el Caribe en San José. 